# Misenite
La misenite è un minerale.

## Origine e giacitura
La misenite ha origine su rocce alluminose venute a contatto con esalazioni delle fumarole. La misenite si trova a Miseno nella grotta dello zolfo (Napoli), da cui deriva il nome, ma begli esemplari si trovano anche in diverse zone del Cile.